# Pleš
Pleš (in ungherese Fülekpilis) è un comune della Slovacchia facente parte del distretto di Lučenec, nella regione di Banská Bystrica.